# أنكيلوصور
الأنكيلوصور أو العظاءة الملتحمة أو العظاءة المنصهرة (بالإنجليزية: Ankylosaurus) هي جنس منقرض من العظاءات حاملات الدروع. ويحتوي على نوع واحد، هو عظاءة ملتحمة كبيرة البطن (A. magniventris). تم العثور على أحافير الأنكيلوصور على هيئة تكوينات جيولوجية ترجِع إلى أواخر نهايةالعصر الطباشيري فترة (علم الجيولوجيا) (منذ حوالي من 65.5 إلى 66.5 مليون سنة) بِغرب أمريكا الشمالية.
وعلى الرغم من عدم اكتشاف هيكل عظمي كامل للأنكيلوصور مع تميز ديناصورات عديدة أخرى بمواد أحفورية شاملة، إلا أنه يُعتَبَر الديناصور دِرع (علم الحيوان) النموذج الأصلي. وتشترك الديناصورات الأخرى التي تنتمي إلى فصيلة العظاءات الملتحمة (Ankylosauridae) في ملامحها المعروفة وهي—الجسد الذي يحتوي على درع ثقيل والذيل العظمي الضخم—إلا أن الأنكيلوصور كان أكبر الأعضاء المعروفة في العائلة.

## علم الأحياء القديم

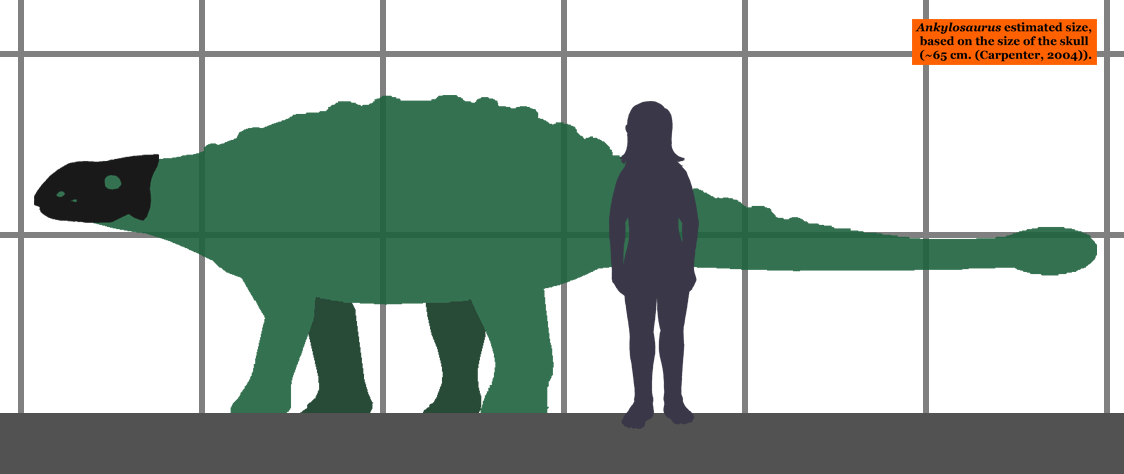
الحجم التقديري للـالأنكيلوصور مقارنةً بحجم الإنسان.

وفقًا للمعايير الحديثة، كان الأنكيلوصور حيوان ضخم قُدِّرَ طوله من ثمانية إلى تسعة أمتار  ويصل وزنه إلى ستة أطنان. ولكن بعد عمل إعادة وصف بارزة للحفريات عام 2004، تم تقديم اقتراح بحجمٍ أصغر بكثير، وذلك بناء على أكبر جمجمة معروفة بلغ طولها 64.5 سم وعرضها 74.5 ووصل تقييم الحيوان ككلٍ إلى 6.25م طولًا و1.5م عرضًا بالإضافة إلى طول الورك الذي وصل إلى 1.7م. وقد كان شكل الجسم منخفضًا وعريضًا جدًا. وكان رباعي الأقدام، تطول أطرافه الخلفية عن أطرافه الأمامية. وعلى الرغم من أن ملامح القدَم لا تزال غير معروفة، إلا أن المقارنات التي تم إجراؤها مع الأنكيلوصورات (ankylosaurids) الأخرى توحي باحتمالية وجود خمسة أصابع في كل قدم من أقدام الأنكيلوصور. أما الجمجمة فكانت منخفضة ومُثلّثة الشكل، وعرضها أكبر من طولها. الأنكيلوصور، مثل الأنواع الأخرى الأنكيلوصورات، حيواناً اً ولديه أسنان صغيرة تأخذ شكل ورقة الشجر تتناسب مع التقاط النباتات. وكانت هذه الأسنان، بالنسبة إلى حجم الجسم، أصغر من تلك التي تمتلكها أنوع الأنكيلوصورات الأخرى.
ولم يشارك الأنكيلوصور غيره من الديناصورات المعاصرة مثل سيراتوبسيد (ceratopsid) وهادروصوريد (hadrosaurid) في مجموعات أسنانها الطاحنة، مما يشير إلى ضآلة صوت المضغ الذي كان يُحدِثه. وقد كانت عظام الجمجمة متلاحمة مع العظام الأخرى للجسم مما يزيد من قوتها.

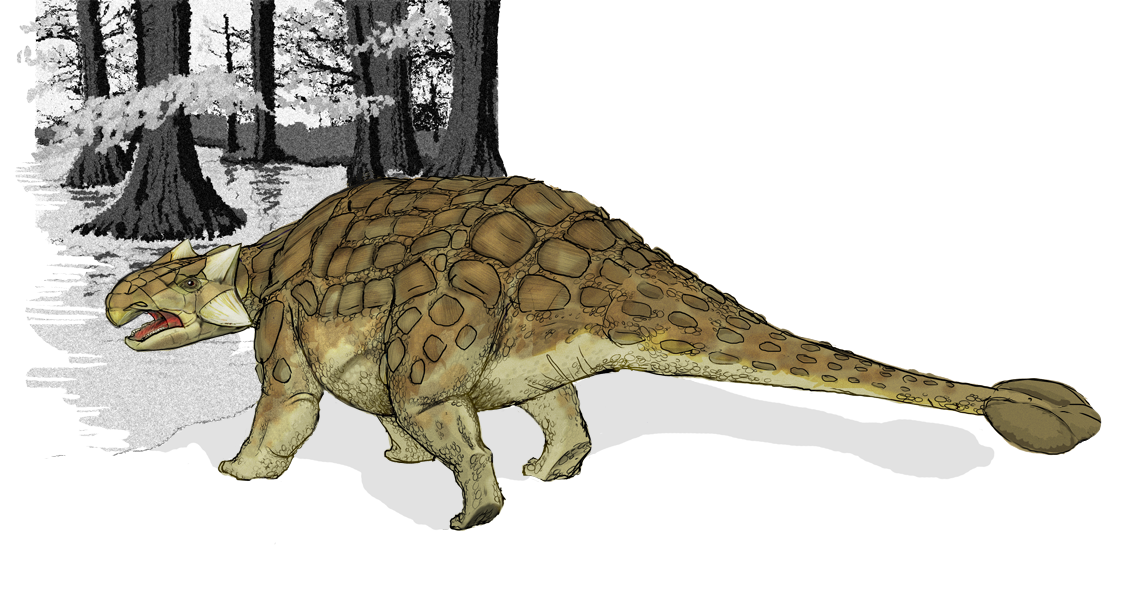
توضيح لـالأنكيلوصور ماغنيفينتريس.

### الدِرع
يعد الدرع من أوضح ملامح الأنكيلوصور، ويتكون من نتوءات وصفائح عظمية ضخمة تُعرَف بـ جلد عظمي أو صفائح كيتينيَّة مُتَضمَنة في الجلد. كما توجد الجلود العظمية أيضًا في جلد التماسيح والأرماديللو (armadillo) وبعض السحالي. وفي الأرجح كانت العِظام مغطاة بطبقة خشِنة وصلبة من الكيراتين. وقد تراوح حجم هذه الجلود العظمية من صفائح مُسطّحة وعريضة إلى نتوءاتٍ دائرية. وكانت الصفائح مُصطفّة في صفوفٍ رأسية منتظمة أسفل الرقبة والظهر والأوراك، كما كانت مزوَدة بنتوءاتٍ أصغر تحمي المناطق الواقعة بين الصفائح الكبيرة. وربما كان هناك صفائح أصغر انتظمت على الأطراف والذيل. وعند مقارنة أوبلوسيفالوس وهو نوع أقدم إلى حدٍ من الأنكيلوصور نجد أن صفائح الأنكيلوصور كانت ذات نسيج ناعم يخلو من الأجزاء المرتفعة التي وُجِدَت على دِرع نودوصوريد (nodosaurid) المعاصر إدمونتونيا (Edmontonia). وقد يكون صف من النتوءات الهرمية المُسطّحة نتأ جانبيًا في موازاة جانبيّ الذيل. كما عمِلت حراشيف دائرية خشِنة على حماية قمة الجمجمة، بينما نتأت أربعة قرون هرمية كبيرة من زواياها الخلفية متجهة نحو الخارج.

### هراوة الذيل

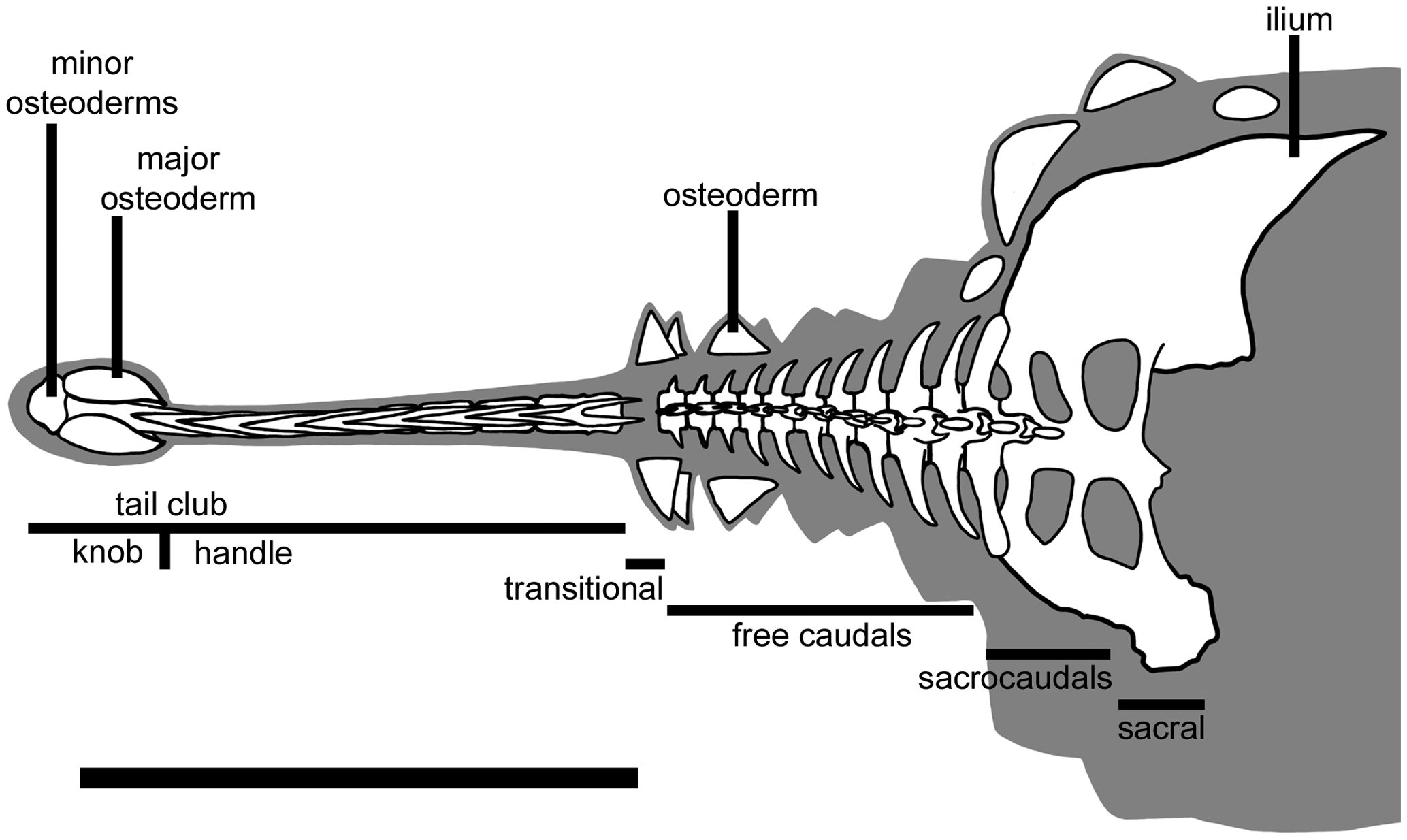
إعادة بناء ذيل ديناصور الـدايوبلوصوروس (Dyoplosaurus)، مع توضيح مصطلحات خاصة بأجزاء من ذيول الأنكايلوصوريد (ankylosaurid)

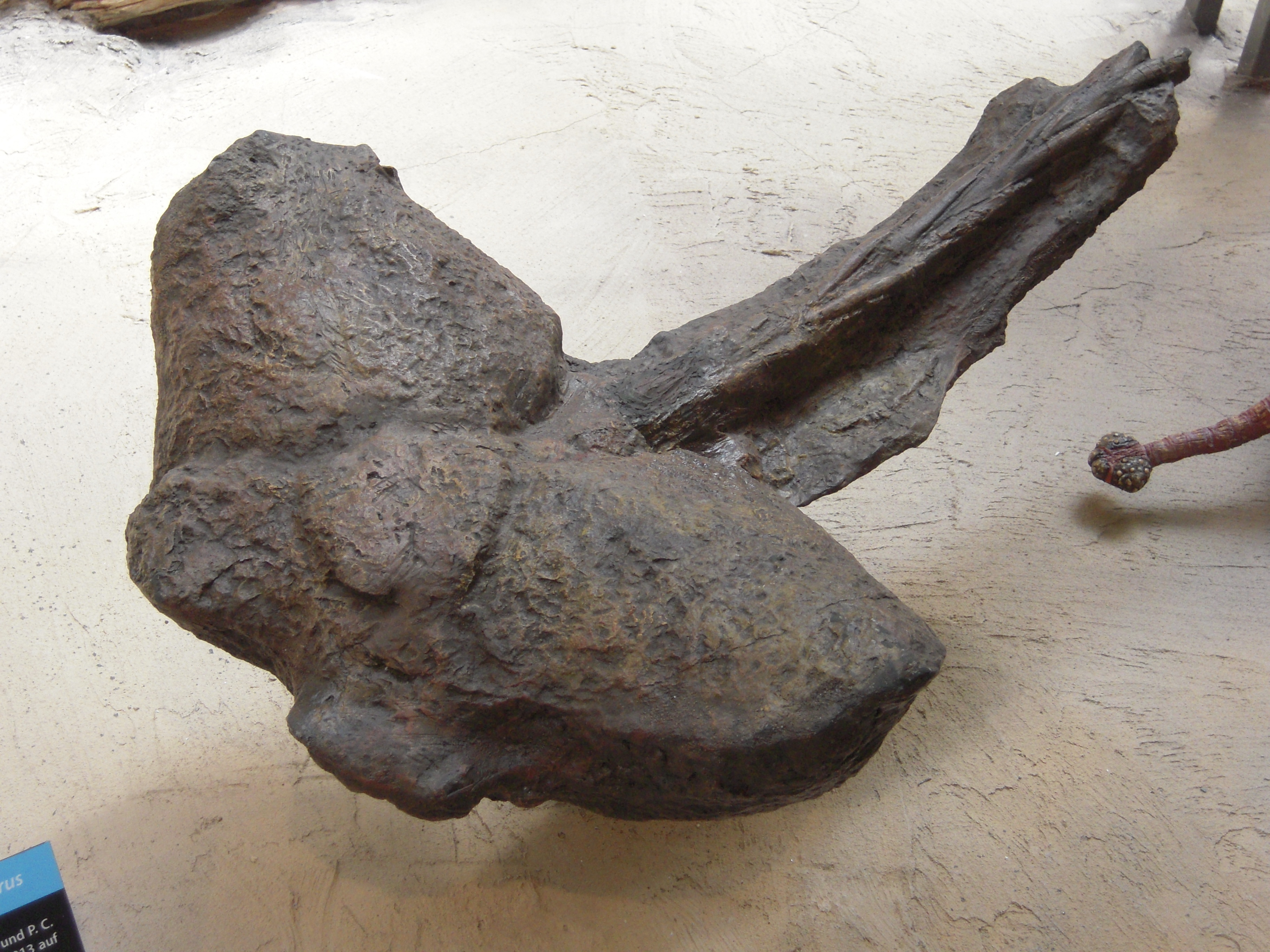
هراوة ذيل الأنكيلوصور

وقد كانت هراوة ذيل الأنكيلوصور الشهيرة كذلك تتألف من العديد من الجلود العظمية الضخمة التي كانت تلتحم بـفقرة الذيل. كما كانت ثقيلة ومدعّمة بآخر سبع فقراتٍ في الذيل التي تشابكت مُكَونةً قضيبًا قويًا في قاعدة الهراوة. وبالنسبةِ إلى الأوتار المتصلة بتلك الفقرات، فقد تم حِفظها. وقد كانت هذه الأوتار متحجّرة (أو عظمية) بشكلٍ جزئي ولم تكن مرنة للغاية، مما يسمح بانتقال قوة كبيرة إلى نهاية الذيل حين يتأرجح. ويتضح أنها كانت سلاحًا دفاعيًا فعّالاً قادرًا على إحداث أثر مدمِّر يكفي لكسر عظام المهاجم. أظهرت دراسة في عام 2009 أن«نتوءات الذيل كبيرة الحجم قادرة على إحداث قوة كافية لكسر العظام أثناء التصادمات، بينما لا تقوى النتوءات الصغيرة والمتوسطة على إحداث ذلك»، وأن «سلوك أرجحة الذيل محتمل حدوثه عند ديناصورات الأنكايلوصوريدس (ankylosaurids) ولكنه لا يزال غير معروف ما إذا كانت تستخدمه كوسيلةٍ لدفاع داخلي معين أو لصراع خارجي محدد أو لكليهما». وجرى الافتراض بأن هراوة الذيل كانت تستخدم كشركٍ للرأس ولكن هذه الفكرة فقدت مصداقيتها الآن إلى حدٍ كبير.

### الآثار البيئية
تم العثور على الأنكيلوصور ماغنيفينتريس منذ 66.5 إلى 65.5 مليون عام مضت، وذلك في آخر مرحلة من مراحل فترة أواخر العصر الطباشيري وهي مرحلة الماسترخي، وكان يُعَد ضمن آخر أنواع الديناصورات التي ظهرت قبل حدوث الانقراض في العصر الطباشيري-الباليوجيني (Cretaceous–Paleogene extinction event). وتنشأ العينة الأصلية من تقسيم هيل كريك (Hell Creek Formation) بولاية مونتانا، بينما تم العثور على العينات الأخرى في تقسيم لانسي (Lance Formation) لولاية وايومينغ وفي تقسيم إسكولارد (Scollard Formation) بمقاطعة ألبرتا، في كندا، هذا على أن كل هذه العينات ترجع إلى نهاية العصر الطباشيري.
وتمثِل تكوينات لانسي وهيل كريك وإسكولارد أقسام مختلفة من الشاطئ الغربي لـالطريق البحري الداخلي الغربي (Western Interior Seaway) الذي قسّم غرب قارة أمريكا الشمالية وشرقها أثناء العصر الطباشيري. كما تمثل هذه التكوينات سهلاً ساحليًا عريضًا، وتمتد غربًا من الطريق البحري إلى جبال روكي التي تشكلت حديثًا. وتتكون تلك التكوينات إلى حدٍ كبير من الحجر الرملي والحجر الطيني الذي يُميِز بيئات السهول الفيضية. ويُعد تكوين هيل كريك أفضل ما تم دراسته من بين هذه البيئات القديمة. وفي ذلك الوقت، كانت هذه المنطقة شبه مدارية، ذات مناخ دافئ ورَطِب. وظهرت أنواع عديدة من النباتات، من بينها كاسيات البذور، التي تأتي في المقام الأول، والنباتات الأقل شيوعًا وتشمل الأشجار المخروطية، ونباتات السرخس، ونباتات البذور.وقد تم العثور على عددٍ وافر من أوراق الأشجار المتحجرة في عشرات من المواقع المختلفة، مما يشير إلى أن المنطقة كانت مُحاطة بأشجارٍ صغيرة على نطاقٍ واسع. وقد تقاسم الأنكايلصوروس بيئته مع ديناصورات أخرى تشمل سيراتوبسيدس (ceratopsids) وتريسيراتوبس (Triceratops) وتوروصور (Torosaurus) وهايسيلوفودونت (hypsilophodont) والثيسيلوصور وهادروصوريد (hadrosaurid) وإدمونتوصورس (Edmontosaurus) ونودوصوريد (nodosaurid) وإدمونتونيا (Edmontonia) وباشياسيفالوصوريا (pachycephalosauria) وباكيسيفالوصور وثيروبودا وأورنيثوميمس وتروودون وتايرانوصوروس (Tyrannosaurus).
يندر وجود حفريات الأنكيلوصور في تلك الرواسب إلى حدٍ كبير، عند مقارنتها بديناصورات الـإدمونتوصوروس وديناصورات تريسيراتوبس الوافرة بغزارة، والتي تشكِل أكثرية الحيوانات العاشبة الضخمة. كما تم العثور على نوعٍ آخر من ديناصورات الأنكايلوصور في نفس التكوينات وهو ديناصور الإدمونتونيا. ومع ذلك فيبدو أن ديناصور الأنكيلوصور قد انفصل عن ديناصور الإدمونتونيا من النواحي الجغرافية والبيئية. تحلَّى ديناصور الأنكايلصوروس بخَطم عريض، ربما يُستخدَم بهدف الرعي العشوائي ولذلك يتقيد بالمناطق المرتفعة بعيدًا عن الساحل، بينما تَميز ديناصور الإدمونتونيا بخطمٍ أضيق مما يتيح نظامًا غذائيًا أكثر انتقائية، ويبدو أنه كان يعيش في مناطق أقل ارتفاعًا وقريبة من الساحل.

## التصنيف
كان يُطلَق على ديناصور الأنكيلوصور عينة مميزة (علم الحيوان) لعائلة الأنكايلوصوريداي (Ankylosauridae). تُعَد ديناصورات الأنكايلوصوريدس (Ankylosaurids) ضمن أعضاء صنف أكبر وهي صنف أنكايلوصوريا (Ankylosauria) والتي تشمل ديناصورات نودوصوريدس (nodosaurids) كذلك. يُعد موضوع تاريخ تطور سلالة الأنكايلوصور (Ankylosaur) مثيرًا للجدل، كما تم تقديم العديد من التحليلات غير المتقاطعة بشأنه في السنوات الأخيرة، وعليه فإن الوضع الدقيق لديناصور الأنكايلصوروس داخل عائلة الأنكايلوصوريداي (Ankylosauridae) غير معروف. ويجري الاعتقاد بأن ديناصورالأنكيلوصور وديناصور أوبلوسيفالوس (Euoplocephalus) من الأصانيف الشقيقة (sister taxa). ولكن وجدت تحاليل أخرى أن هذه الأنواع من مراتب مختلفة. وربما تعمل اكتشافات أو أبحاث أخرى على توضيح الأمر.

## اكتشاف

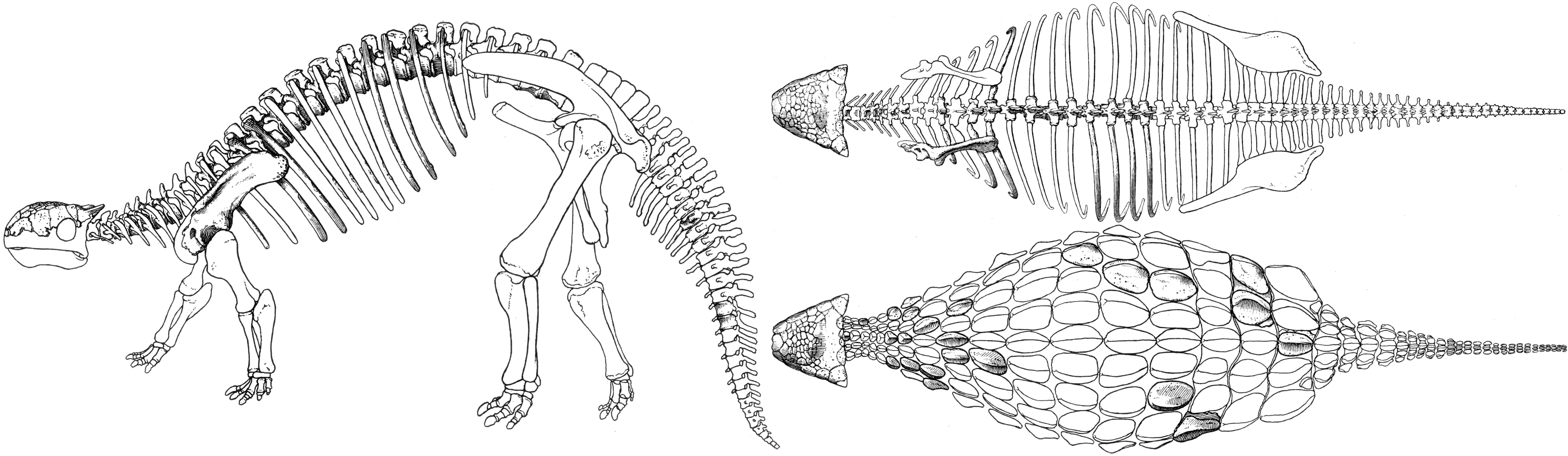
إحياء ديناصور الأنكيلوصور (المتحف الأمريكي للتاريخ الطبيعي 5895 (AMNH) قبل معرفة هراوة الذيل، لبارنوم براون، 1908. وضع مهجور.

ترجِع تسمية الأنكيلوصور إلى عالم الولايات المتحدة الجنسية.وهو بارنوم براون (Barnum Brown)، الباحث في علم الأحياء القديمة وقد أطلق هذه التسمية عام 1908 .ويُشتق الاسم النوعي من الكلمات اليونانية القديمة αγκυλος/ankulos وتعني («منحنِ») وσαυρος/sauros وتعني («سحلية»). وقد قصد براون هذا الاسم ليحمل نفس معنى المصطلح الطبي تلاحم العظام في إشارةٍ إلى الصلابة الناتجة عن تلاحم العديد من العظام داخل الجمجمة والجسم، ولذلك تكون ترجمة الاسم في الأغلب «السحلية المتصلبة». أما عن النوع المميز أ. ماغنيفينتريس (A. magniventris)، فهو مشتق من كلمة لاتينية وهي كلمة ماغنوس (magnus) وتعني («عظيم») وكلمة فينتر (venter) وتعني («منتفخ»)، في إشارة إلى العرض العظيم لجسم الحيوان.
اكتشف فريق بقيادة براون العينة الممتازة من أ. ماغنيفينتريس (5895 (AMNH)) المتحف الأمريكي للتاريخ الطبيعي في تكوين هيل كريك عام 1906. هذه العينة تألفت من قمة الجمجمة والفقرات والضلوع وجزء من منطقة الكتف والدرع. وقبل ذلك بسِت سنوات، وجد براون الهيكل العظمي لديناصور ضخم ينتمي إلى رتيبة ثيروبود (theropod) ( المتحف الأمريكي للتاريخ الطبيعي 5866 (AMNH)) وذلك في تكوين Lance بولاية وايومينغ. وفي عام 1905، أُطلق على هذه العينة اسم دايناموصوروس إمبيريوسوس (Dynamosaurus imperiosus) إلا أن الاعتقاد يجري الآن بانتمائها إلى جنس تايانوصوروس ريكس (Tyrannosaurus rex). وكان أكثر من 75 غطاءً (جلدي) عظمي بأحجامٍ مختلفة يرتبط بالمتحف الأمريكي للتاريخ الطبيعي 5866، وكانت هذه الغطاءات تعزي إلى دايناموصوروس (Dynamosaurus). ولكنّ هذه الغطاءات العظمية تشبه تقريبًا تلك التي تُمَيز النوع أ. ماغنيفينتريس (A. magniventris) بل إنها تنتمي في الأغلب إلى هذا النوع. وبينما هو في بعثته إلى ولاية ألبرتا عام 1910، استعاد بارنوم براون عينته الثالثة من ديناصور أ. ماغنيفينتريس ( المتحف الأمريكي للتاريخ الطبيعي)، وذلك من تكوين سكولارد (Scollard). ويتضمن المتحف الأمريكي للتاريخ الطبيعي 5214 (AMNH) جمجمة كاملة وأول هراوة ذيل عُرِفَت، بالإضافة إلى ضلوع وعظام طرفية ودرع. ويُحتفَظ الآن بالعينات الثلاث سالفة الذِكر جميعها في المتحف الأمريكي للتاريخ الطبيعي في مدينة نيويورك. قام بتجميع أكبر جمجمة معروفة لهذا الحيوان (NMC 8880) العالم تشارلز إم. ستيرنبيرغ (Charles M. Sternberg) عام1947 بولاية ألبرتا وهي توجد الآن في المتحف الكندي للطبيعة. وعبر مرور السنوات، تم العثور على العديد من العظام المنفصلة وصفائح الدرع بالإضافة إلى الأسنان.

## في الثقافة الشعبية
شاعت معرفة الأنكيلوصور بالديناصور النموذجي المدرّع، وذلك منذ وصفه عام 1908. كما نتج عن سهولة التعرف على مظهره فضلاً عن الاهتمام الشعبي الزائد بالديناصورات أنه أصبح من ملامح الثقافة العامة العالمية طيلة سنوات. وقد ساهمت إعادة هيكلة الأنكيلوصور بحجمه الطبيعي، والتي تمت في معرض نيويورك العالمي 1964 بمدينة نيويورك، في ترويج شعبيته  وفي الفيلم الياباني كايجو فيلم الجودزيلا تغير مرة أخرى (Godzilla Raids Again) عام 1955 والذي يُعَد من نوع الخيال العلمي تعين دور الأنكيلوصور بالجِد الأعلى للوحش المتحول أنغويروس. (توجد العديد من الاختلافات في النطق والهجاء). وفي الفترة ما بين 1955-2044، ظهر أنغويروس في سبعة أفلام جودزيللا (Godzilla) كما ظهر أنغويروس عدة مرات في الكتب والعروض التلفزيونية وألعاب الفيديو.

## وصلات خارجية
- Ankylosaurus- The Bullet-Proof Dinosaur'
- Ankylosaurus in the Dinosaur Encyclopaedia